# Basilio Apocauco
Basilio Apocauco (en griego: Βασίλειος Ἀπόκαυκος/Ἀπόκαυχος, romanizado: Basíleios Apókaukos/Apókauchos) fue un gobernador bizantino del Peloponeso a principios del siglo xi.

## Biografía
Basilio es mencionado principalmente en la hagiografía de san Nicón el Metanoíta. Probablemente provenía del Peloponeso y fue el primer miembro registrado de Apocauco, una familia cuyos miembros estarían activos siglos después. Sin embargo, es posible, según los comentarios agregados por el obispo Miguel de Deabolis a la historia de Juan Escilitzes, que en realidad era miembro de la familia Apocapa, y que las dos familias eran una y la misma.
En 996, según la hagiografía, era pretor (gobernador civil bajo el estratego del tema) del Peloponeso en Corinto, cuando fue llamado a proteger el istmo de Corinto y prevenir al zar búlgaro Samuel, que había invadido Grecia, entró en el Peloponeso. Supuestamente, Basilio se apoderó de un gran miedo y Nicón fue enviado a «curarlo». Algún tiempo después de la muerte de Nicón en 1000, Basilio se convirtió en estratego -evidentemente del Peloponeso- y visitó su tumba, donde rezó. Dos de sus hijos, Gregorio y otro de nombre desconocido, fueron capturados en algún momento desconocido por los búlgaros, y solo fueron liberados en 1014 por el emperador bizantino Basilio II.